# برايان دويل
برايان دويل (بالإنجليزية: Brian Doyle-Murray)‏ (و. 1945 – م) هو ممثل، وكاتب سيناريو، وكاتِب، وممثل أفلام، وممثل تلفزيوني، من الولايات المتحدة الأمريكية، ولد في شيكاغو.

## وصلات خارجية
- برايان دويل على موقع IMDb (الإنجليزية)
- برايان دويل على موقع روتن توميتوز (الإنجليزية)
- برايان دويل على موقع ألو سيني (الفرنسية)
- برايان دويل على موقع ميوزك برينز (الإنجليزية)
- برايان دويل على موقع أول موفي (الإنجليزية)
- برايان دويل على موقع قاعدة بيانات الأفلام السويدية (السويدية)
- برايان دويل على موقع إن إن دي بي (الإنجليزية)
- برايان دويل على موقع ديسكوغز (الإنجليزية)
- برايان دويل على موقع قاعدة بيانات الفيلم (الإنجليزية)
- برايان دويل على موقع كينوبويسك (الروسية)